# 미국 아시아학회
아시아학회(영어: Association for Asian Studies)는 미국 미시간주 앤아버에 본부가 있는 학술 비영리단체로 아시아와 아시아학을 대상으로 한 학회이다. 모티머 그레이브스의 주도로 1928년부터 모임을 가졌으며 1941년 6월 6일 극동학회(Far Eastern Association)로 설립되었다. 아시아학회는 연례 학회와 출판, 지역 학회 등의 활동을 진행한다. 또한 제임스 팔레 한국학 도서상(James B. Palais Book Prize) 등을 주관하며, 아시아학 문헌 목록인 《Bibliography of Asian Studies》, 도서 시리즈 《Key Issues in Asian Studies》 등을 출간하고 있다.